# Hal Phyfe
Herold Rodney Eaton „Hal“ Phyfe (* 22. Februar 1892 in Nizza; † 12. September 1968 in Sarasota, Florida) war ein US-amerikanischer Fotograf, der in den 1920er und 1930er Jahren vor allem am Bühnenrand der Broadway-Theater gearbeitet hat.

## Leben und Werk
Hal Phyfe entstammt einer New Yorker Familie, schottischer Wurzeln. Sein Urgroßvater war der „legendäre Möbeldesigner“ Duncan Phyfe (1768–1854), der 1791 nach Amerika auswanderte und sein Leben lang den Stil und Geschmack in New York prägte, auch nach seiner Zurruhesetzung 1845 hinaus.
Seine künstlerische Ausbildung erhielt Hal zunächst als Bildhauer in Frankreich, dann als Kunstmaler in Italien. Während des Ersten Weltkrieges begann er, sich für die Fotografie zu interessieren, als er in Europa eine Fliegereinheit der US-Armee dokumentierte, und gewann zusätzlich schnell Interesse an Luftaufnahmen. Dem Zeitgeschmack entsprechend wandte er sich nach dem Krieg als Illustrator der Gestaltung von Zeitschriften zu und lieferte mit Pastellfarben kolorierte Illustrationen, die als Titelseiten erschienen. 1926 eröffnete er ein eigenes Fotostudio.
Schon während der 1920er Jahre konnte er sich eine Reputation für theatralische Porträts erwerben – sowohl Fotografien als auch Skizzen –, die er für verschiedene Zeitschriften gestaltete. Eng arbeitete er mit Florenz Ziegfeld zusammen, deren Hauptfotograf er in den Jahren 1930/1931 war. Bei Porträtfotos achtete er darauf, dass bei den Sessions nicht gelächelt wurde. An seiner Seite war in dieser Zeit stets ein Hund, der zum Markenzeichen Hal Phyfes wurde. Nach dessen Tod wurde kolportiert, er habe einen lukrativen, langfristigen Vertrag abgelehnt, da er aus Trauer „nicht in der Lage sei, über Geschäfte zu sprechen“. Seine schwarze Krawatte, die er in diesen Jahren trug, war sein äußeres Zeichen für seine Trauer. Dankbar nahm Hal die rote Katze des Schwarzbrenners Owney Madden in Pflege, als dieser Verurteilte inhaftiert wurde. Mit den Jahren wurde seine Kleidung exzentrischer. Man sah ihn mit Mokassins statt Schuhen und gegen die ungeschriebene Etikette trug er Jeans, wenn er als akkreditierter Fotograf die High Society auf Debütantinnenbällen ablichtete. Zu seinen besonderen Fähigkeiten gehörte die Hobbykochkunst, dessen Rezeptvorschläge gar in Zeitungen Los Angeles’ abgedruckt wurden.
Ein dreimonatiger Aufenthalt in Hollywood 1931, den er für ein Engagement von Fox Film angenommen hatte, verlängerte sich unfreiwillig, da er dort mit Porträtanfragen überhäuft wurde. Das gesellschaftliche Leben in New York bevorzugend, kehrte er aber bald wieder dorthin zurück und gehörte zu den „wichtigsten Gesellschafts- und Theaterfotografen der Stadt“. Ab 1950 residierte er in einem Penthouse in den Parke-Bernet Galleries in der Madison Avenue, das ihm auch als Atelier diente.
Phyfe machte sich außerdem mit einem Ratgeber verdient, wie sich Frauen auf Fotoshootings vorbereiten sollten, der im Januar 1940 erschien. Darin ging es über das Vermeiden von Cremes und Puder, die Farbe und die Stärke des Lippenstifts (die Farbe Rot würde bei Schwarz-Weiss-Aufnahmen zu unretuschierbarem Schwarz), dezente Verwendung von Mascara und Lidschatten bis hin zur „verjüngenden“ Frisur. Beim Kleidungsstück bevorzugte er Pastelltöne und einen Halsausschnitt, der den Kopf nicht vom Körper trenne. Zu auffällige Muster könnten den Betrachter vom Gesicht ablenken und verkomplizierten so seine Arbeit. Dreh- und Angelpunkt waren für ihn die Augen – die Sprecher der Seele, des Charakters und des Geistes –, die ein gewisses Extra haben müssten, um eine eigene Individualität auszudrücken.
Noch stärker griff er in die Persönlichkeit seiner Kundinnen und Kunden ein, wenn er mit ihnen eine Geschlechtsumwandlung vorsah, die offensichtlich über das Androgyne hinausging. Zwar ließ er seine Darsteller nicht in Frauenkostümen ablichten, doch existieren dynamische Männerporträts der späten 1920er Jahre, die explizit Frauen darstellen. In dieser Zeit experimentierte er auch mit Änderungen der mittleren Grautöne und Vignettierungen. Die Bildränder erhielten so grafische Strukturen, die an Zeichnungen erinnern.
In den 1930er Jahren veränderte er die Position der Porträtierten, in dem er sie in voller Körpergröße abbildete, meist sitzend. Heute wirken diese Bilder als „gut durchdacht und dezent, was persönlichkeitsbildend eher auf Raffinesse als auf Prahlerei hindeutet“. So ist auch seine Beliebtheit bei Hollywood-Schauspielern zu erklären, deren Eleganz nie übertrieben wirkt. Sein Signet auf Abzügen sind seine Initialen in roter, markant-eckigen Buchstaben, auf Negativen in Weiß.
Er arbeitete darüber hinaus mit anderen Fotografen zusammen wie beispielsweise der damals noch jungen Angela Calomiris.